# Mekiro
Mekiro (en francés: Île Mekiro) es un islote en las Islas Gambier parte de la Polinesia francesa justo al lado de la isla de Akamaru. En la parte superior de la misma, se encuentra una cruz de metal y viven unas pocas cabras salvajes.
La isla está situada en la parte central de la laguna de Gambier, a 400 metros al norte de Akamaru. Se trata de un territorio de 470 metros de largo y aproximadamente 0,06 kilómetros cuadrados. El punto más alto alcanza unos 60 m sobre el nivel del mar. La isla no posee población humana.